# Шахова олімпіада 1937
Значні успіхи шведських шахістів на останніх двох олімпіадах викликали підвищений інтерес громадськості Швеції, і шахова федерація цієї країни виставила свою кандидатуру на організацію чергової Олімпіади. Сьома шахова Олімпіада відбулася в Стокгольмі під особистим патронатом короля Швеції Густава V. В ній взяли участь команди з 19 країн. В турнірі взяли участь 94 шахісти.
Регламент турніру був досить важким — 2,5 години на 50 ходів, до того ж команди повинні були зіграти 18 турів за два тижні.
Помітна особливість VII Олімпіади — відсутність О. Алехіна, який досі регулярно брав участь в олімпійських турнірах. Причина цього була поважною — екс-чемпіон світу готувався до матчу-реваншу з М. Ейве.
У складах команд було багато провідних шахістів того часу. Голландську команду очолив чемпіон світу Ейве, дуже сильним був і склад американської команди: Решевський (у 1936 році він вперше став чемпіоном США), Файн, Кежден, Маршалл, Горовіц. У складах інших команд також було багато відомих гросмейстерів і майстрів: Тартаковер, Костич, Флор, Петров, Керес, Лілієнталь, знамените шведське тріо Штальберг, Штольц, Лундін та ін.

## Перебіг подій
До початку турніру фаворитами вважалися команди Польщі, Швеції і США, але вже перші тури внесли істотні корективи в прогнози. Дуже невдало стартували господарі Олімпіади — в перших двох турах вони зазнали поразок від аргетинців і американців, а в третьому добилися лише нічийного результату з фінами. Після такого початку шведи не змогли отямитися аж до кінця турніру.
Подібна доля спіткала й югославську команду. Зі старту лідирували угорці, але в 3-му турі вони не грали, і лідерство, незважаючи на істотні втрати в матчах з англійцями та італійцями, захопила польська команда. Сенсацію на турнірі викликала перемога невідомого в шаховому світі італійця Кастальді над Тартаковером всього за 17 (!) ходів. Зазнали втрат і головні фаворити — американці. У 5-му турі вони зіграли внічию з угорською командою.
У наступних 5 турах польська команда продовжувала утримувати лідерство. Лише в 9-му угорцям вдалося перервати переможну серію лідера, закінчивши матч з ним внічию. Успішно і рівно продовжували грати голландці, помітно просунулися вперед американська й естонська команди. На цьому відрізку турнірної боротьби найбільших втрат зазнала чеська команда, яка програла югославам і американцям.
Головні події відбулися в 11-му турі. Лідери зазнали першої поразки. Голландська команда програла угорцям. Вирішальною у цій зустрічі була партія на 1-й шахівниці. Чемпіон світу Ейве у виграшній позиції припустився грубої помилки і визнав себе переможеним у партії з Лілієнталем. Це була його перша поразка на олімпіадах. Ще більших втрат зазнала польська команда в матчі з американцями. Перемога з великим рахунком дала можливість американцям догнати польську команду, і на турнірі вперше встановилося двовладдя. Але в 12-му турі американці, перемігши команду Данії, вийшли вперед, оскільки поляки у важкій боротьбі переграли фінів. У наступних 2 турах команда США закінчила внічию матчі з голландцями і латишами, але зберегла лідерство. Американці фінішували впевнено і закінчили турнір першими.
Невдалий фініш польської команди дав можливість угорцям у 15-му турі наздогнати, а за 2 тури до кінця взагалі випередити поляків. Більше того, польську команду на фініші догнали навіть аргентинці. Польські шахісти утрималися в підсумку на третьому місці тільки завдяки найкращому показнику матчевих очок. П'ятою фінішувала команда Чехословаччини, шосте місце — в голландців, які явно знизили темп на фініші. В 15-му турі лідер голландців чемпіон світу Ейве зазнав сенсаційної поразки від Гауффіна (Фінляндія).

## Підсумки
Успіх США був переконливим і цілком заслуженим. Усі члени команди, за винятком хіба що Решевського, зіграли вдало, до того ж Кежден добився найкращого результату на Олімпіаді. Відзначився на 4-й шахівниці Маршалл, якому під час турніру виповнилося 60 років.
Знову вгору піднялася угорська команда. В Стокгольм вона приїхала без свого чемпіона Л. Штейнера і її шанси розцінювалися невисоко. Однак «омолоджена» команда Угорщини успішно провела весь турнір, як і американці, не програвши жодного матчу. Відмінно виступив Ліліенталь. Він уже близько двох років жив у Радянському Союзі, але, залишаючись підданим Угорщини, виступав за угорську команду.
У команді Польщі невдало зіграли лідери Тартаковер і Найдорф, решта учасників виступили успішно, насамперед Регедзинський і П. Фрідман.
Як ніколи вдало зіграли шахісти Аргентини, в складі яких виділялися молоді Хак, Болбочан, Гімар і Плесі. На попередніх позиціях залишилася команда Чехословаччини. Блискучого результату добився лідер чехів Флор — 12,5 з 16, без поразок. У підсумку він був найкращим на 1-й шахівниці, випередивши чемпіона світу Ейве. Команда Голландії, незважаючи на «підкріплення» в його особі, не змогла піднятися вище шостого місця. Ейве показав непоганий результат (9,5 з 13), але він міг бути і кращим, коли б не прикрі зриви в партіях з Лілієнталем і Гауффіном.
Не виправдали сподівань своїх прихильників шведські шахісти, які так успішно зіграли у Фолкстоні і Варшаві. На «своєму полі» невдало виступили лідери команди Штальберг, Лундін і особливо Штольц. Розчаровані невдалою грою своєї команди любителі шахів шведської столиці не виявляли особливого інтересу до турніру. Як зазначалося в деяких звітах про Олімпіаду, інколи учасників було більше, ніж глядачів.

## Закриття
На урочистому закритті VII Олімпіади відбулася офіційна церемонія нагородження переможців турніру. Призи за найкращі індивідуальні результати на шахівницях було вручено Флору, Файну, Кеждену, Данієльссону (Швеція) і Горовіцу. Спеціальними призами було відзначено Кеждена (за абсолютно найкращий результат турніру) і А. Штейнера — за найбільшу кількість набраних очок.

## Фінал
- Очки - сума набраних очок всіма шахістами (1 за перемогу шахіста, ½ за нічию, 0 - поразка);
- КО - командні очки, набрані всією командою (2 за перемогу команди, 1 - нічия, 0 - поразка);

| №  | Країна         | 1  | 2  | 3  | 4  | 5  | 6  | 7  | 8  | 9  | 10 | 11 | 12 | 13 | 14 | 15 | 16 | 17 | 18 | 19 | Очки | КО | Перемоги | Нічиї | Поразки |
| -- | -------------- | -- | -- | -- | -- | -- | -- | -- | -- | -- | -- | -- | -- | -- | -- | -- | -- | -- | -- | -- | ---- | -- | -------- | ----- | ------- |
| 1  | США            |    | 2  | 3½ | 2½ | 3  | 2  | 2½ | 3½ | 3  | 2½ | 2  | 3½ | 3½ | 3  | 4  | 4  | 3½ | 3  | 3½ | 54½  | 33 | 15       | 3     | 0       |
| 2  | Угорщина       | 2  |    | 2  | 2  | 2  | 2½ | 3  | 2  | 3  | 2  | 3  | 3  | 3  | 2  | 2½ | 3  | 3½ | 4  | 4  | 48½  | 29 | 11       | 7     | 0       |
| 3  | Польща         | ½  | 2  |    | 2½ | 2  | 2½ | 2½ | 2½ | 2½ | 3½ | 1½ | 2½ | 2½ | 3  | 3½ | 4  | 2½ | 3  | 4  | 47   | 30 | 14       | 2     | 2       |
| 4  | Аргентина      | 1½ | 2  | 1½ |    | 2  | 1  | 2  | 3  | 2½ | 3  | 2  | 3  | 2½ | 4  | 3  | 4  | 2½ | 3½ | 4  | 47   | 26 | 11       | 4     | 3       |
| 5  | Чехословаччина | 1  | 2  | 2  | 2  |    | 2  | 2½ | 3½ | 1½ | 3  | 2  | 3  | 2½ | 3  | 2½ | 3½ | 3½ | 3  | 2½ | 45   | 27 | 11       | 5     | 2       |
| 6  | Нідерланди     | 2  | 1½ | 1½ | 3  | 2  |    | 2½ | 3  | 2½ | 2  | 3  | 2  | 2½ | 3  | 2  | 2½ | 3  | 2½ | 3½ | 44   | 27 | 11       | 5     | 2       |
| 7  | Естонія        | 1½ | 1  | 1½ | 2  | 1½ | 1½ |    | 1½ | 3  | 2  | 2½ | ½  | 3  | 3  | 3  | 3½ | 3  | 3½ | 4  | 41½  | 20 | 9        | 2     | 7       |
| 8  | Литва          | ½  | 2  | 1½ | 1  | ½  | 1  | 2½ |    | 2½ | 2  | 3½ | 2  | 2  | 4  | 3  | 1½ | 4  | 4  | 4  | 41½  | 20 | 8        | 4     | 6       |
| 9  | Югославія      | 1  | 1  | 1½ | 1½ | 2½ | 1½ | 1  | 1½ |    | 2  | 3  | 2  | 2½ | 3  | 3½ | 2  | 3  | 3½ | 4  | 40   | 19 | 8        | 3     | 7       |
| 10 | Швеція         | 1½ | 2  | ½  | 1  | 1  | 2  | 2  | 2  | 2  |    | 3  | 2  | 2½ | 3  | 3  | 2½ | 3½ | 3  | 2  | 38½  | 21 | 7        | 7     | 4       |
| 11 | Латвія         | 2  | 1  | 2½ | 2  | 2  | 1  | 1½ | ½  | 1  | 1  |    | 3  | 3  | 2  | 3  | 2½ | 2½ | 3  | 4  | 37½  | 20 | 8        | 4     | 6       |
| 12 | Фінляндія      | ½  | 1  | 1½ | 1  | 1  | 2  | 3½ | 2  | 2  | 2  | 1  |    | 1  | 3  | 2½ | 2½ | 2  | 3  | 2½ | 34   | 17 | 6        | 5     | 7       |
| 13 | Англія         | ½  | 1  | 1½ | 1½ | 1½ | 1½ | 1  | 2  | 1½ | 1½ | 1  | 3  |    | 3  | 2  | 3½ | 3  | 3  | 2  | 34   | 13 | 5        | 3     | 10      |
| 14 | Італія         | 1  | 2  | 1  | 0  | 1  | 1  | 1  | 0  | 1  | 1  | 2  | 1  | 1  |    | 1½ | 3  | 2  | 3  | 4  | 26½  | 9  | 3        | 3     | 12      |
| 15 | Данія          | 0  | 1½ | ½  | 1  | 1½ | 2  | 1  | 1  | ½  | 1  | 1  | 1½ | 2  | 2½ |    | 2  | 2½ | 1½ | 2½ | 25½  | 9  | 3        | 3     | 12      |
| 16 | Ісландія       | 0  | 1  | 0  | 0  | ½  | 1½ | ½  | 2½ | 2  | 1½ | 1½ | 1½ | ½  | 1  | 2  |    | 3½ | 1½ | 2  | 23   | 7  | 2        | 3     | 13      |
| 17 | Бельгія        | ½  | ½  | 1½ | 1½ | ½  | 1  | 1  | 0  | 1  | ½  | 1½ | 2  | 1  | 2  | 1½ | ½  |    | 2½ | 3½ | 22½  | 6  | 2        | 2     | 14      |
| 18 | Норвегія       | 1  | 0  | 1  | ½  | 1  | 1½ | ½  | 0  | ½  | 1  | 1  | 1  | 1  | 1  | 2½ | 2½ | 1½ |    | 2  | 19½  | 5  | 2        | 1     | 15      |
| 19 | Шотландія      | ½  | 0  | 0  | 0  | 1½ | ½  | 0  | 0  | 0  | 2  | 0  | 1½ | 2  | 0  | 1½ | 2  | ½  | 2  |    | 14   | 4  | 0        | 4     | 14      |

## Індивідуальний залік
- Перша шахівниця — С. Флор ( Чехословаччина) — 13 з 17 (+9 −0 =8)
- Друга шахівниця — А. Лілієнталь ( Угорщина) — 15 з 19 (+11 −0 =8)
- Третя шахівниця — Е. Елісказес ( Австрія) — 15 з 19 (+12 −1 =6)
- Четверта шахівниця — А. Дейк ( США) — 15½ з 18 (+13 −0 =5)
- Запасна шахівниця — І. Горовіц ( США) — 12 з 15 (+10 −1 =4)